# Fimbristylis costiglumis
Fimbristylis costiglumis är en halvgräsart som beskrevs av Karel Domin. Fimbristylis costiglumis ingår i släktet Fimbristylis och familjen halvgräs. Inga underarter finns listade i Catalogue of Life.